# Love on Top
Love on Top ist ein Song der US-amerikanischen R&B-Sängerin Beyoncé Knowles. Das Lied wurde von Knowles, Terius Nash und Shea Taylor für ihr viertes Studioalbum 4 geschrieben und produziert. Love on Top wurde am 12. September 2011 als sechste Single dieses Albums in den USA veröffentlicht. In Europa und Asien wurde der Song am 7. Dezember 2011 als vierte Single veröffentlicht. Der Song erreichte Platz 20 der Billboard Hot 100 und Platz 13 der britischen Singlecharts. Des Weiteren gewann Knowles mit Love on Top in der Kategorie „Beste Darbietung – Traditioneller R&B“ bei den Grammy Awards 2013. In Deutschland, Österreich und der Schweiz wurde Love on Top, auf Grund der zeitnahem Veröffentlichung und der nur mäßigen Chartperformance von Countdown, nicht als Single-CD veröffentlicht.

## Musikalisches und Inhalt
Love on Top ist ein Uptempo-R&B-Song, der zusätzlich Retro-Stilelemente von Soul, Pop, Funk und Jazz enthält. Er ist in C-Dur geschrieben und besitzt ein Tempo von 94 Schlägen pro Minute und einen Viervierteltakt. Knowles Stimmumfang reicht in diesem Lied von A♭3 bis C6. Love on Tops Retroelemente werden besonders im Refrain durch Fingerschnipsen, einen verzerrten Bass sowie den Einsatz von Blechblasinstrumenten und Saxophonen erzeugt.
Der Text handelt von Knowles als Protagonistin, die ihr Glück über ihre gefundene Liebe ausdrückt. Der Refrain, den Knowles mit einem Chor singt, beginnt mit „Baby it’s you, you’re the one I love / You’re the one I need / You’re the only one I see / Come on baby it’s you / You’re the one that gives your all / You’re the one I can always call / When I need you make everything stop / Finally you put my love on top“ („Baby, du bist es, du bist der, den ich liebe / Du bist der, den ich brauche / Du bist der einzige, den ich sehe / Los, Baby, du bist es / Du bist der, der sein Bestes gibt / Du bist derjenige, den ich immer anrufen kann / Wenn ich dich brauche, lässt du alles andere stehen / Endlich machst du meine Liebe zu deiner Priorität.“). Der Refrain, der im letzten Teil des Songs bis zum Ende wiederholt wird, enthält 4 Tonartwechsel in chromatischer Folge nach oben.

## Rezeption

### Kritiken
Love on Top wurde überwiegend positiv bewertet, die Kritiker lobten vor allem die 80er-Jahre-Stimmung, die der Song ausstrahle und verglichen diesem mit Aufnahmen von anderen Künstlern wie Whitney Houston und Stevie Wonder aus dieser Zeit. Rich Juzwiak von The Village Voice beschrieb den Song als leicht zu hörenden und leicht zu tanzenden Boogie-Vibe. Matthew Perpetua von der Zeitschrift Rolling Stone nannte Love on Top eine Explosion und sagte, dass Knowles damit eine moderne Interpretation im Stil von Whitney Houston erschuf. Hamish MacBain vom New Musical Express gefällt der Uptempo-Style des Songs besonders, da dieser nach dem balladenlastigen Anfang des Albums dringend gebraucht würde.
Spence D. von IGN schrieb, dass Knowles fröhliche Stimmung und die aufdringlichen Hörner die Zuschauer daran erinnern könnte, wie verdammt guter R&B aus der Mitte der 80er war. Alexis Petridis von The Guardian lobte Knowles Stimme und nannte Love on Top einen gut geschriebenen Song. Eine gemischte Kritik kam von Adam Markovitz von Entertainment Weekly. Er verglich Knowles Arbeit bei Love on Top mit denen früherer Stars wie Luther Vandross und Diana Ross, denen sie aber nicht gerecht werde.

### Preise
Love on Top war sowohl in der Kategorie Viewers Choice der BET Awards 2012 als auch in der Kategorie R&B/Hip-Hop Song bei den Teen Choice Awards 2012 nominiert. Am 10. Februar 2013 konnte Knowles den Preis für die Beste Darbietung – Traditioneller R&B bei den 55th Grammy Awards entgegennehmen. Es war der 17. Grammy für Knowles.

## Kommerzieller Erfolg

### Chartplatzierungen
Nach Knowles Auftritt bei den MTV Video Music Awards 2011, bei dem sie Love on Top sang, kletterte der Song unter die Top-5 der US-iTunes-Charts, obwohl er zu dieser Zeit noch nicht als Single veröffentlicht war. Durch die guten Download-Verkäufe konnte Love on Top nach der Single-Veröffentlichung direkt auf Platz 20 der Billboard Hot 100 einsteigen. Dies war nach Ring the Alarm Knowles zweithöchster Neueinstieg in den Billboard Hot 100. Im Vereinigten Königreich konnte Love on Top ebenfalls bereits durch den Auftritt bei den MTV Video Music Awards die Charts vor der Veröffentlichung der Single-CD erreichen. Am 4. September 2011 stieg der Song auf Platz 75 der britischen Singlecharts ein. Nachdem die Single in Großbritannien erschienen war, stieg Love on Top wieder in die Charts ein. Am 15. Januar 2012 wurde die beste Platzierung in Form von Platz 13 erreicht. Des Weiteren stieg Love on Top bis auf Platz 3 der südkoreanischen Gaon Charts sowie auf Platz 2 in Belgien (Wallonien) und auf Platz 3 in Ungarn.
| ChartsChartplatzierungen       | Höchstplatzierung | Wochen |
| ------------------------------ | ----------------- | ------ |
| Vereinigte Staaten (Billboard) | 20 (20 Wo.)       | 20     |
| Vereinigtes Königreich (OCC)   | 13 (21 Wo.)       | 21     |

### Auszeichnungen für Musikverkäufe
| Land/Region                  | Auszeichnungen für Musikverkäufe (Land/Region, Auszeichnung, Verkäufe) | Verkäufe  |
| ---------------------------- | ---------------------------------------------------------------------- | --------- |
| Australien (ARIA)            | 6× Platin                                                              | 420.000   |
| Brasilien (PMB)              | Diamant                                                                | 250.000   |
| Dänemark (IFPI)              | Platin                                                                 | 90.000    |
| Italien (FIMI)               | Platin                                                                 | 50.000    |
| Kanada (MC)                  | 2× Platin                                                              | 160.000   |
| Neuseeland (RMNZ)            | 3× Platin                                                              | 90.000    |
| Portugal (AFP)               | Gold                                                                   | 5.000     |
| Spanien (Promusicae)         | Gold                                                                   | 30.000    |
| Vereinigte Staaten (RIAA)    | 5× Platin                                                              | 5.000.000 |
| Vereinigtes Königreich (BPI) | 2× Platin                                                              | 1.200.000 |
| Insgesamt                    | 2× Gold · 20× Platin · 1× Diamant ·                                    | 7.295.000 |

Hauptartikel: Beyoncé/Auszeichnungen für Musikverkäufe

### Auszeichnungen für Musikstreaming
| Land/Region     | Auszeichnungen für Musikverkäufe (Land/Region, Auszeichnung, Verkäufe) | Verkäufe |
| --------------- | ---------------------------------------------------------------------- | -------- |
| Dänemark (IFPI) | Gold                                                                   | 900.000  |
| Insgesamt       | 1× Gold ·                                                              | 900.000  |

Hauptartikel: Beyoncé/Auszeichnungen für Musikverkäufe